# Чертков, Владимир Владиславович
Владимир Владиславович Чертков (15 августа 1975 года, Фрунзенская область) — киргизский футболист, полузащитник, имеющий также российское гражданство.

## Клубная карьера
Воспитанник Фрунзенского РУОРа. Начинал свою карьеру в клубе «СКА-Достук». Затем несколько лет провел в «Алге». Несколько сезонов полузащитник провел в российском втором дивизионе. Там он выступал за команды «УралАЗ» (Миасс) и «Звезда» (Иркутск). Завершил свою карьеру хавбек на родине. Вместе с киргизском «Дордое» Чертков собрал все национальные титулы.

## Карьера в сборной
Впервые в состав сборной Кыргызстана Владимир Чертков был вызван в 1996 году. Затем несколько лет он не получал вызовы в национальную команду, но в начале двухтысячных он стал одним из её ведущих игроков. Первый гол за Кыргызстан хавбек провел 3 декабря 2003 года в ворота сборной Пакистана в рамках отборочного турнира к Чемпионату мира 2006 года. В той встрече Кыргызстан одержал уверенную победу со счетом 4:0. Всего за сборную Чертков провел 19 матчей, в которых забил два гола.

## Достижения
- Чемпион Кыргызстана (6): 1999, 2000, 2001, 2004, 2005, 2006.
- Обладатель Кубка Кыргызстана (5): 2000, 2001, 2004, 2005, 2006.
- Обладатель Кубка Президента АФК: 2006.
- Финалист Кубка Президента АФК: 2005.